# 3487 Edgeworth
3487 Edgeworth eller 1978 UF är en asteroid i huvudbältet som upptäcktes den 28 oktober 1978 av den amerikanske astronomen Henry L. Giclas vid Lowell-observatoriet. Den är uppkallad efter Kenneth Edgeworth..
Asteroiden har en diameter på ungefär 8 kilometer och den tillhör asteroidgruppen Eunomia.